# Carlos Melanio Espínola
Carlos Melanio Espínola (31 dicembre 1955) è un allenatore di calcio ed ex calciatore paraguaiano, di ruolo attaccante.

## Carriera

### Club
Ha giocato nella massima serie dei campionati paraguaiano e boliviano.

### Nazionale
Con la Nazionale paraguaiana ha giocato 2 partite nel 1980.